# 蒂罗尔州基希贝格
蒂罗尔州基希贝格是奥地利蒂罗尔州Kitzbühel的一个市镇。总面积97.76平方公里，总人口5256人，人口密度53.8人/平方公里（2005年）。